# Данилов, Фома Данилович
Фома Данилович Данилов (Лотарев) (1846, село Кирсановка, Пономарёвской волости Бугурусланского уезда Самарской губернии. В настоящее время село (нынешнее название — Кирсаново) входит в Пономарёвский район Оренбургской области — 21 ноября 1875 (старый стиль) Маргелан (ныне-Узбекистан) — воин-мученик, Унтер-офицер 2-го Туркестанского стрелкового батальона, погибший за веру, царя и Отечество во время мятежа в Коканде в 1875 г.

## Биография
Родился в 1846 году в селе Кирсановке Пономарёвской волости Бугурусланского уезда Самарской губернии (сегодня село (нынешнее название — Кирсаново) входит в Пономарёвский район Оренбургской области (в некогда большом селе осталось лишь несколько десятков дворов). Фома был младшим сыном в семье Даниила Васильевича и Татьяны Сидоровны. В метрических книгах и ревизиях фамилия семьи не указана, так как они были из «экономических крестьян». В документах герой назван Фома Данилов. Таким образом, Данилов не фамилия в нынешнем понимании этого слова, а отчество. Более поздние потомки семьи носили фамилию Лотаревы. Как появилась эта фамилия у потомков пока установить не удалось.
У Фомы был старший брат Андрей, чьи годы жизни известны точно (1836—1881) и сёстры Мария, Евдокия, Хиония, Анна. В 1864 году женился на Ефросинье Филипповне Тугих. 24 ноября 1865 года у них родилась дочь Варвара, но прожила только год. В 1869 году Фома Лотарев был призван на военную службу. В 1873 году он был произведён в унтер-офицеры и вскоре стал каптенармусом 2-го Туркестанского стрелкового батальона. В ноябре 1875 года, следуя из Ташкента в Наманган, он перегружал сломанную повозку и отстал от военного прикрытия. Вместе с несколькими другими русскими солдатами Фома был захвачен в плен отрядом Пулат-хана.
Газета «Русский инвалид» в номере от 27 апреля 1876 года даёт подробное описание дальнейших событий, происходивших на площади в Маргилане. 

 По приказанию Пулат-хана его приспешник Абдул-Мамын двукратно предлагал Фоме Данилову перейти в мусульманство, обещая за это богатство и хорошие должности, в противном случае угрожая мучительной смертью. Он отверг эти предложения, и сказал «В какой вере родился, в такой и умру, а своему царю я дал клятву и изменять Ему не буду». Когда к нему подошли в третий раз с тем же, Фома, выбранив всех присутствующих, произнёс: «Напрасно вы … надрываетесь, ничего с меня не возьмёте, а хотите убить, так убейте». По приказанию Абдул-Мамына его связали и привязали к доске. Фома перекрестился, насколько позволяли связные руки, и 25 сипаев дали по нему, как сказано в статье, «неправильный залп», стремясь не убить, а тяжело ранить. Стреляли почти в упор. 29-летний герой жил ещё около часу. Пощады он не попросил. Смерть воина Фомы произвела огромное впечатление на туземцев, которые говорили, что «русский солдат умер как батыр», (то есть богатырь). 
Ф. М. Достоевский, потрясённый этой историей, посвятил воину-мученику специальный раздел в «Дневнике писателя за 1877 год», в котором описал эту историю. («Фома Данилов, замученный русский герой»). Фёдор Михайлович назвал воина-мученика «эмблемой России, всей России, всей нашей народной России». Великий писатель был поражён и тем обстоятельством, что «образованное общество» осталось (в большинстве своём) равнодушно к подвигу этого человека. Образ Данилова вдохновлял Достоевского и при написании седьмой главы романа «Братья Карамазовы» («Контроверза»).
Узнав о подвиге воина-мученика, русские солдаты нашли его могилу и перезахоронили по христианскому обряду. О доблестном поведении и геройской смерти Фомы Данилова было объявлено в приказе по туркестанским войскам и сообщено самарскому губернатору. Государь император Александр II восхитился силой духа русского воина, и повелел назначить вдове пожизненную пенсию 120 руб. в год. Пенсия была назначена и его дочери Иулитте (это церковно-славянский вариант имени, русский вариант- Улита), но здесь придётся сделать необходимую поправку. Ефросинья не дождалась мужа. Иулитта, родившаяся 31 июля 1873 г., не была дочерью Фомы Лотарева. Метрические книги об этом свидетельствуют однозначно: при регистрации она названа «незаконнорождённой», отец не указан. При выходе замуж отчество Иулитты указано по крёстному отцу.
Вдова Фомы получала пенсию из государственного казначейства 120 руб. в год. Земское собрание Самары собрало 1320 руб. для Улиты. Из них 600 руб. было внесено в банк до достижения ею совершеннолетия, а остальные деньги были выданы вдове. Улита, вероятно, получила образование. Ефросинья Филипповна ушла из жизни 15 сентября 1910 г. на 65-м году жизни.
Наибольший вклад в изучение жизни Фомы Данилова внесли пономарёвский краевед Н. Г. Алтухов и омский исследователь, доктор исторических наук С. Г. Сизов.
В настоящее время поднимается вопрос о канонизации Фомы Данилова. Дата памяти героя 3 декабря по новому стилю.